# Kingdom City
Kingdom City è un villaggio degli Stati Uniti d'America, situato nello Stato del Missouri, nella contea di Callaway.